# Kill (album van Cannibal Corpse)
Kill is het tiende studioalbum van de Amerikaanse deathmetalband Cannibal Corpse, uitgebracht op 21 maart 2006. Deze release markeert de terugkeer van gitarist Rob Barrett, die al eerder had gespeeld op de albums The Bleeding en Vile. De Europese versie van het album wordt geleverd met een live-dvd, gefilmd in Straatsburg in 2004. Het album werd geproduceerd door Mana Recording Studios door gitarist Erik Rutan. Videoclips werden geproduceerd voor de tracks "Make Them Suffer" en "Death Walking Terror".

## Tracklist
1. "The Time to Kill Is Now" – 2:03
2. "Make Them Suffer" – 2:50
3. "Murder Worship" – 3:56
4. "Necrosadistic Warning" – 3:28
5. "Five Nails Through the Neck" – 3:45
6. "Purification by Fire" - 2:57
7. "Death Walking Terror" – 3:31
8. "Barbaric Bludgeonings" – 3:42
9. "The Discipline of Revenge" – 3:39
10. "Brain Removal Device" – 3:14
11. "Maniacal" – 2:12
12. "Submerged in Boiling Flesh" – 2:52
13. "Infinite Misery" – 4:01

## Bonus disk
1. "Shredded Humans"
2. "Puncture Wound Massacre"
3. "Fucked with a Knife"
4. "Stripped, Raped, and Strangled"
5. "Decency Defied"
6. "Vomit the Soul"
7. "Unleashing the Bloodthirsty"
8. "Pounded into Dust"
9. "The Cryptic Stench"
10. "They Deserve to Die"
11. "Dormant Bodies Bursting"
12. "Gallery of Suicide"
13. "Pit of Zombies"
14. "The Wretched Spawn"
15. "Devoured by Vermin"
16. "A Skull Full of Maggots"
17. "Hammer Smashed Face"

## Leden
- George "Corpsegrinder" Fisher - zang
- Pat O'Brien - gitaar
- Rob Barrett - gitaar
- Alex Webster - basgitaar
- Paul Mazurkiewicz - drums